# Besimbák
Besimbák (románul: Olteț) falu Romániában, Erdélyben, Brassó megyében.

## Fekvése
Nagysinktől délre, az Olt bal partján, Alsószombatfalva és Alsóvist közt fekvő település.

## Története
Az Olt bal partján fekvő Besimbák egykor szászok lakta falu volt. A trianoni békeszerződés előtt Fogaras vármegye Alsóárpási járásához tartozott. 1910-ben 560 lakosából 10 magyar, 6 német, 543 román volt. Ebből 532 görögkatolikus, 8 református, 10 görögkeleti ortodox volt.

## Források

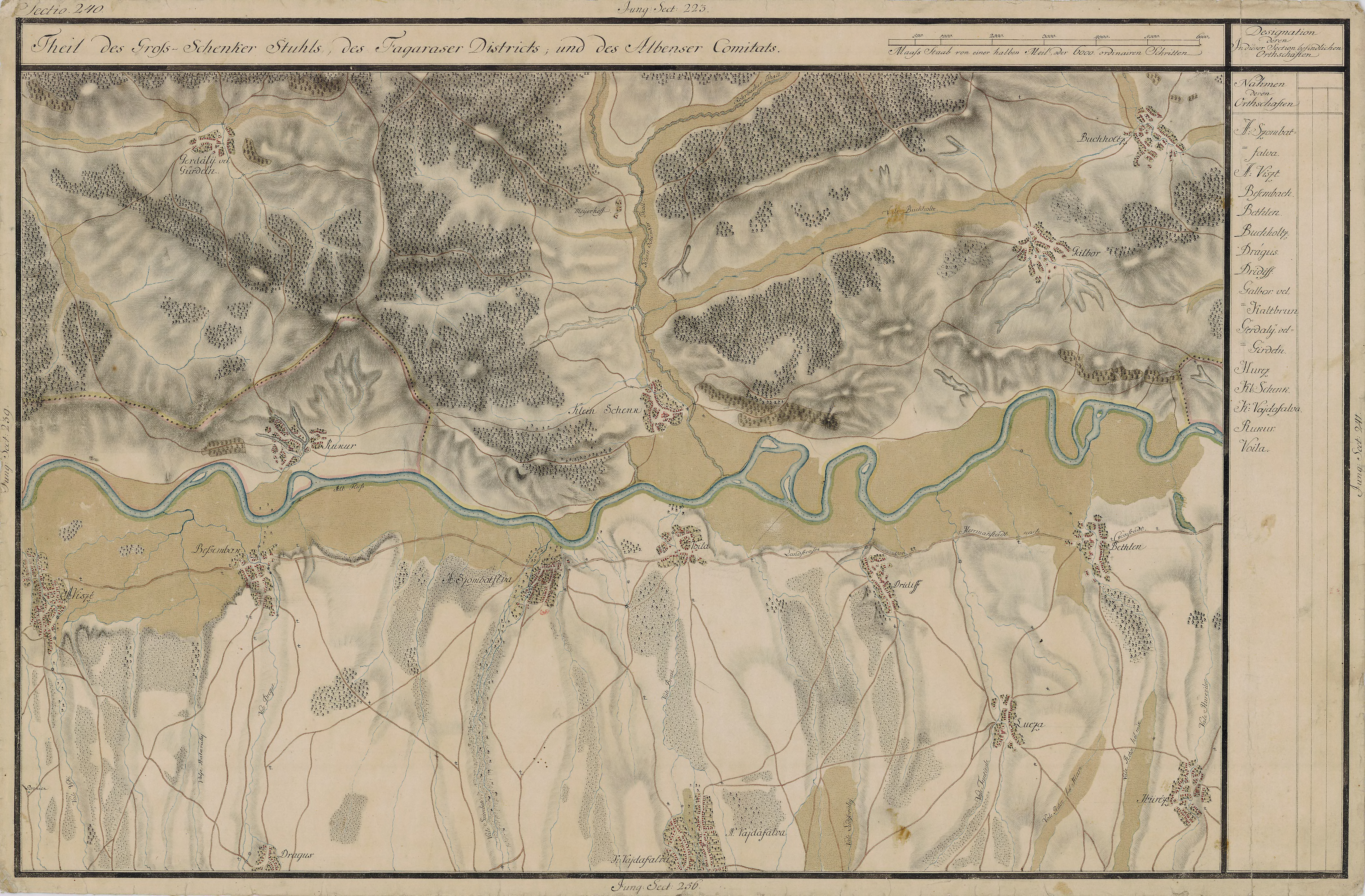
Besimbák egy régi térképen